# Van Hool NewA308
Le Van Hool NewA308 est un autobus urbain à gabarit réduit (midibus) fabriqué et commercialisé par le constructeur belge Van Hool depuis 2002.

## Histoire
- 2002 : lancement du NewA308 (version diesel).
- Octobre 2013 : présentation du NewA308 E (version électrique) au salon Busworld[1].

Il succède à l'A308 et indirectement à l'A508.

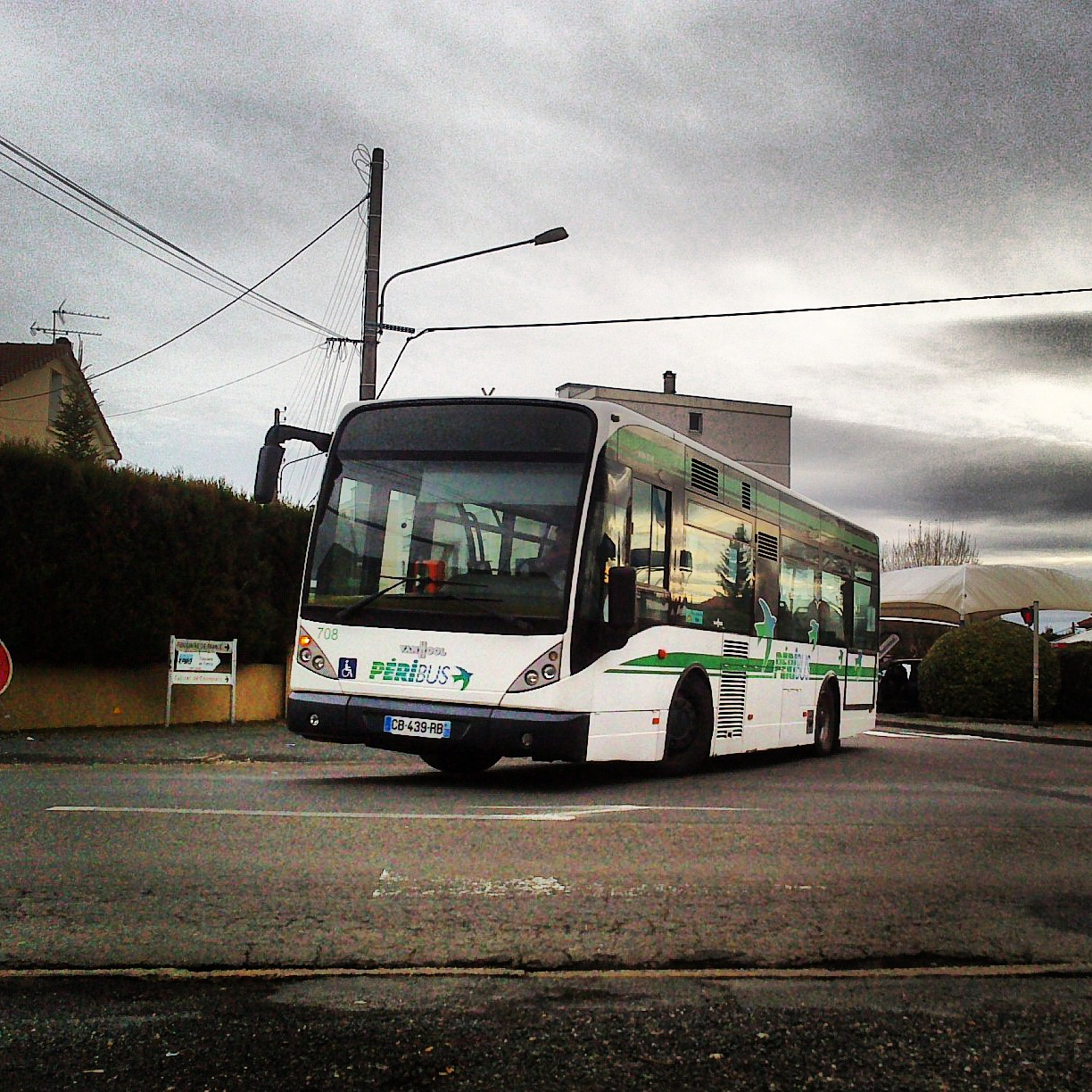
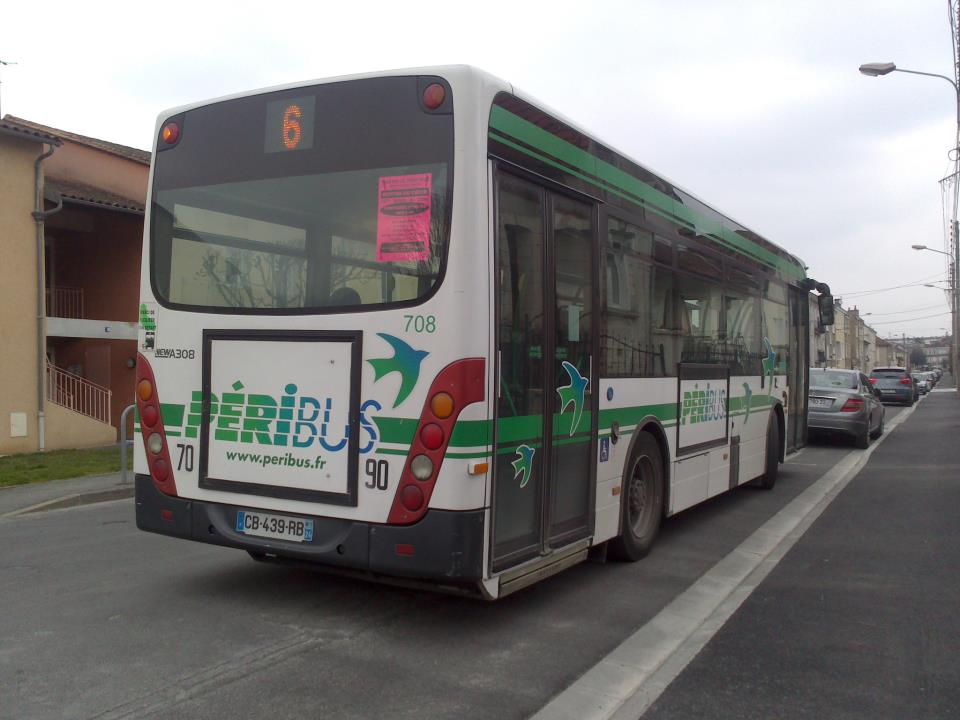

## Modèles

### Générations

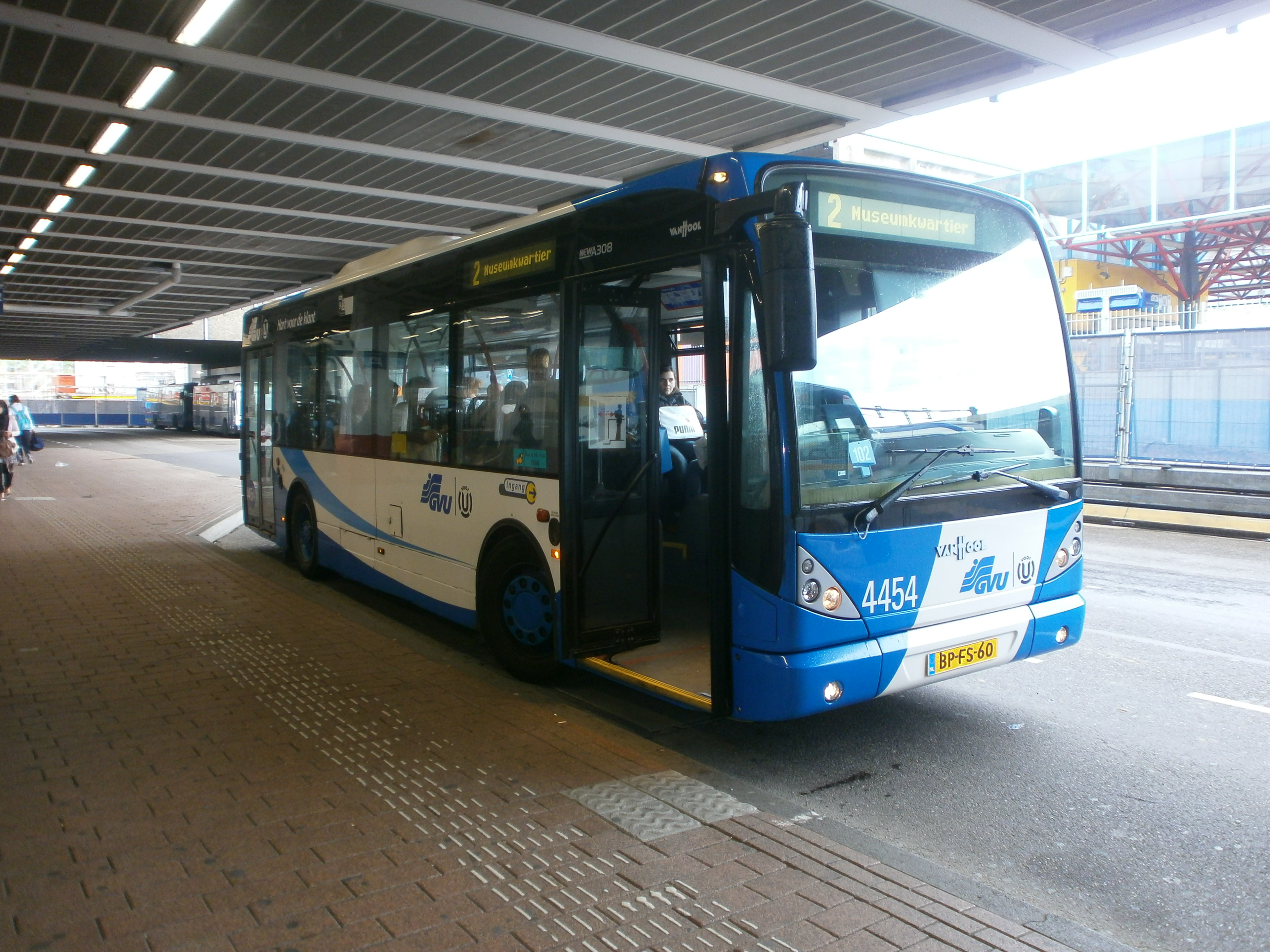
NewA308 diesel du réseau d'Utrecht (Pays-Bas).

Le NewA308 a été produit avec 4 générations de moteurs diesel : 
- Euro 3 : construits de 2002 à 2006.
- Euro 4 : construits de 2006 à 2009.
- Euro 5 : construits de 2009 à 2014.
- Euro 6 : construits de 2014 à aujourd'hui.

Il a été proposé à la vente avec un moteur hybride, nommé NewA308 Hyb, ainsi qu'une version électrique, présenté en octobre 2013, nommé NewA308 E. On peut remarquer que ces modèles ont une "longue bosse" sur le toit pour les appareils électriques et électronique.

### Les différentes versions

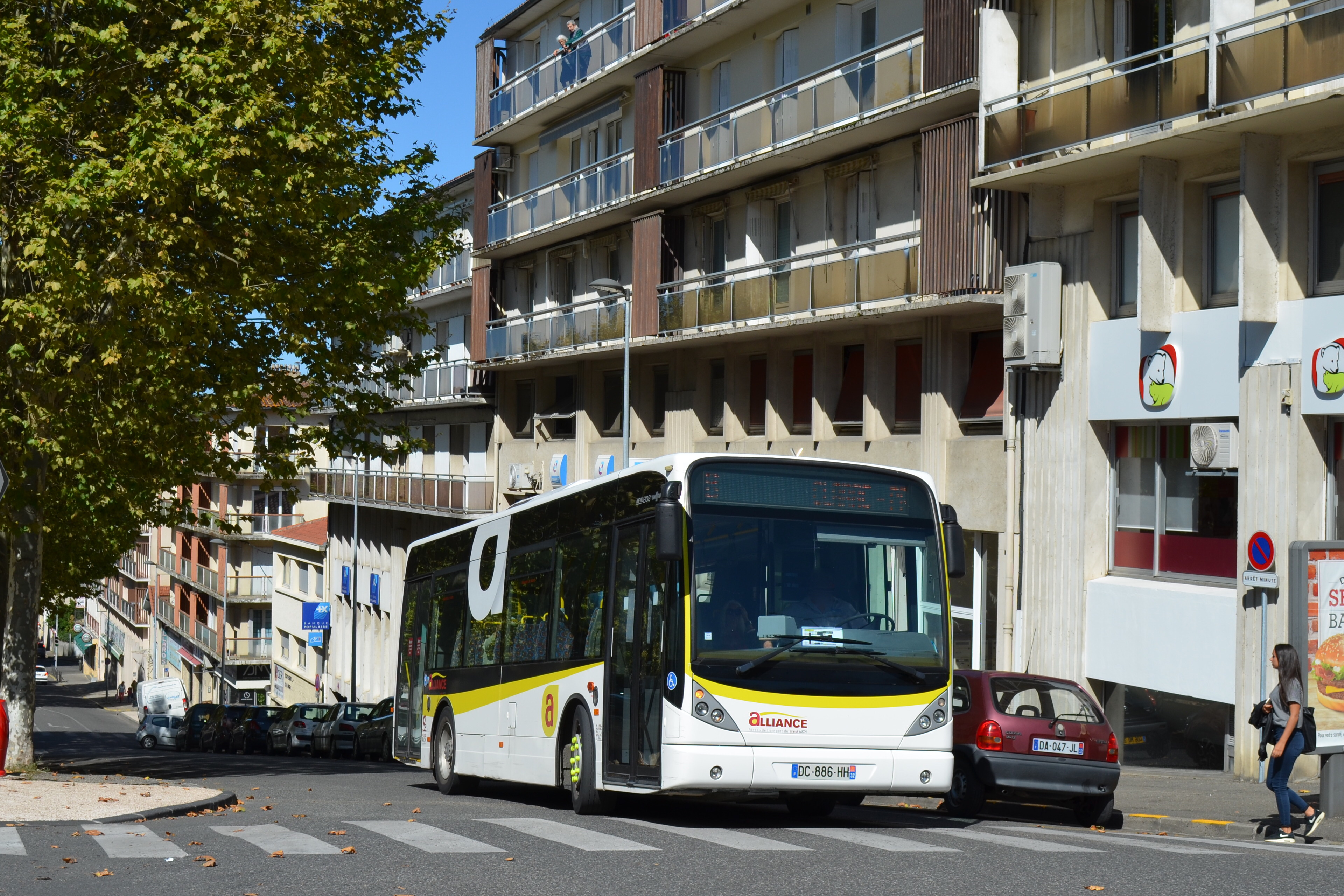
NewA308 diesel d'Auch.

- NewA308 : ayant une motorisation diesel.
- NewA308 Hyb : ayant une motorisation hybride (diesel-électrique).
- NewA308 E : ayant une motorisation électrique.

## Caractéristiques
Le NewA308 existe uniquement en version deux portes. Sur les versions diesel, ces dernières ont la particularité d'être disposées à chaque extrémité du véhicule, sur les porte-à-faux. Quant aux versions hybrides et électriques, la seconde porte se situe sur l'empattement.
Il dispose d'un plancher surbaissé et le moteur diesel est placé au milieu du bus.

### Dimensions

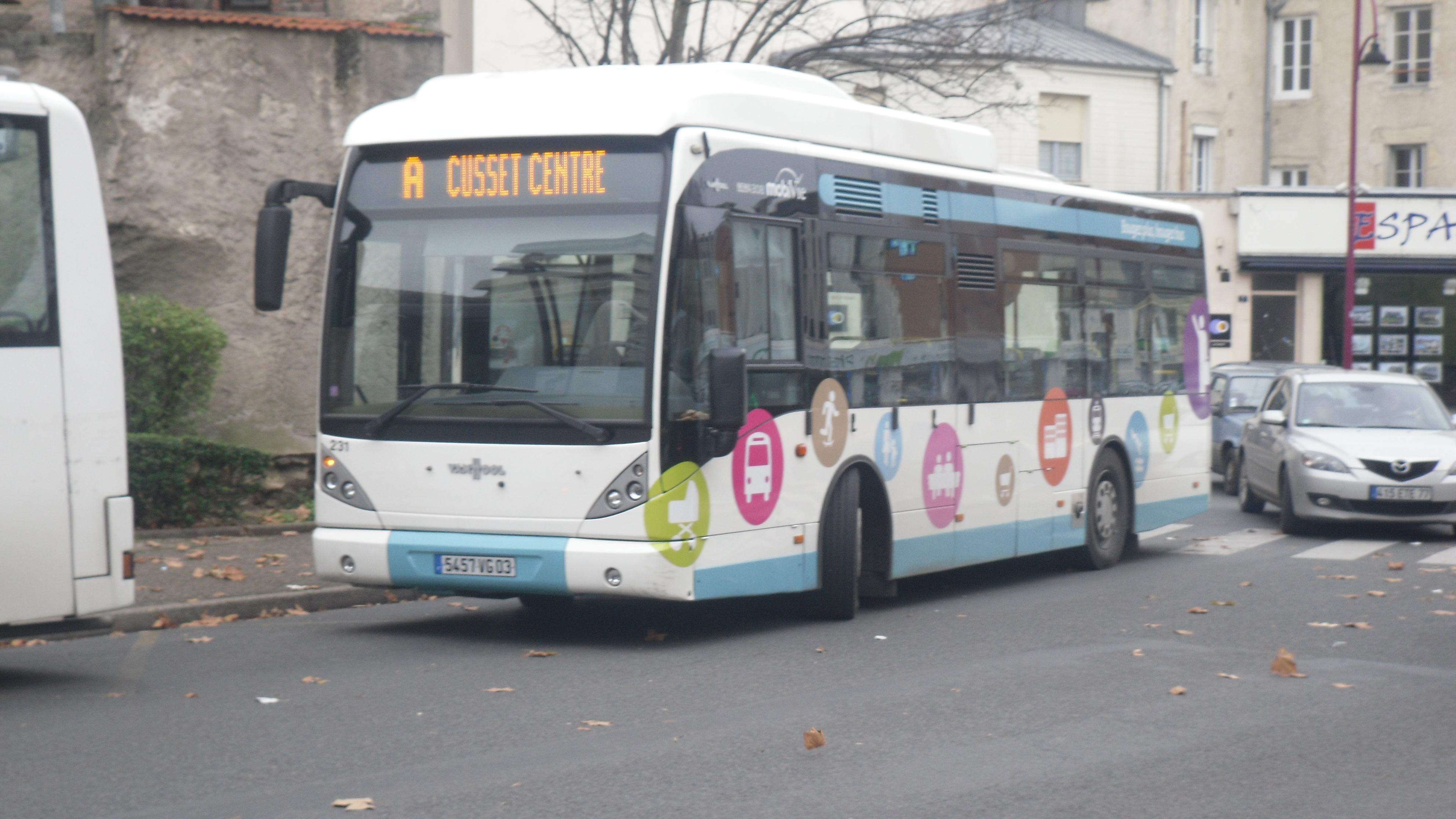
Van Hool NewA308 Hyb.

|                                   | NewA308 diesel | NewA308 Hyb | NewA308 E |
| --------------------------------- | -------------- | ----------- | --------- |
| Longueur                          | 9 495 mm       | 8 950 mm    | 9 650 mm  |
| Largeur (sans rétroviseurs)       | 2 350 mm       | 2 350 mm    | 2 350 mm  |
| Hauteur (sans climatisation)      | 3 270 mm       | 3 280 mm    | 3 400 mm  |
| Empattement                       | 4 500 mm       | 4 800 mm    | 4 550 mm  |
| Porte-à-faux (hors-tout)          |                |             |           |
| Avant                             | 2 400 mm       | 2 400 mm    | 2 400 mm  |
| Arrière                           | 2 595 mm       | 1 750 mm    | 2 700 mm  |
| Rayon de braquage                 |                |             |           |
| Angle d’attaque / Fuite           | 7° / 7'        | 7° / 7'     | 7° / 7'   |
| Masse à vide                      |                |             |           |
| P.T.A.C.                          |                |             |           |
| Capacité : assis + debout = maxi* | 18 assis       | 17 assis    | 17 assis  |
| Portes                            | 2 portes       | 2 portes    | 2 portes  |
| Hauteur du plancher               | 330 mm         | 340 mm      | 340 mm    |

* = variable selon l'aménagement intérieur.

### Motorisation thermique
Le NewA308 a eu qu'une seule motorisation diesel disponible lors de son lancement ; une version hybride est arrivé quelques années après, puis une version électrique en 2013.
- Du côté des moteurs diesel : 
  - le MAN D0836 LOH six cylindres en ligne à injection directe Common Rail de ? litres avec turbocompresseur faisant 176 kW (220 ch). Modifié pour chaque sortie d'une nouvelle norme euro.

- Du côté des moteurs hybrides : 
  - le MAN D0836 LOH six cylindres en ligne à injection directe Common Rail de ? litres avec turbocompresseur faisant 176 kW (220 ch) + ? kW (? ch) avec le moteur électrique. Modifié pour chaque sortie d'une nouvelle norme euro.

- Du côté du moteur électrique :
  - moteur à courant alternatif faisant 160 kW (217 ch) pouvant être synchrone et asynchrone.

| Modèle                                 | Construction | Moteur + Nom                       | Norme Euro   | Cylindrée       | Performance                  | Couple               | Vitesse maxi | Consommation + CO2    |
| -------------------------------------- | ------------ | ---------------------------------- | ------------ | --------------- | ---------------------------- | -------------------- | ------------ | --------------------- |
| Van Hool NewA308 (ZF ECOMAT 4 - VOITH) | 2002 - 2006  | 6 cylindres en ligne MAN D0836 LOH | Euro 3       | ... cm3 (... L) | 176 kW (220 ch) à ... tr/min | ... N m à ... tr/min | ... km/h     | ... l/100 km ... g/km |
| Van Hool NewA308 (ZF ECOMAT 4 - VOITH) | 2006 - 2009  | 6 cylindres en ligne MAN D0836 LOH | Euro 4       |                 | 176 kW (220 ch)              |                      |              |                       |
| Van Hool NewA308 (ZF ECOMAT 4 - VOITH) | 2009 - 2014  | 6 cylindres en ligne MAN D0836 LOH | Euro 5 - EEV |                 | 176 kW (220 ch)              |                      |              |                       |
| Van Hool NewA308 (ZF ECOLIFE - VOITH)  | 2014 - ...   | 6 cylindres en ligne MAN D0836 LOH | Euro 6       |                 | 176 kW (220 ch)              |                      |              |                       |

### Motorisation hybride
| Modèle                                                      | Construction | Moteur + Nom                       | Norme Euro | Cylindrée | Performance                                          | Couple | Vitesse maxi | Consommation + CO2 |
| ----------------------------------------------------------- | ------------ | ---------------------------------- | ---------- | --------- | ---------------------------------------------------- | ------ | ------------ | ------------------ |
| Van Hool NewA308 Hyb (Hybride diesel) (ZF ECOMAT 4 - VOITH) |              | 6 cylindres en ligne MAN D0836 LOH |            |           | 176 kW (220 ch) + ? kW (? ch) avec moteur électrique |        |              |                    |

La version hybride est différentiable de la version diesel grâce à sa hauteur et son rangement d'appareils électriques sur la partie avant son toit.

### Motorisation électrique
| Modèle             | Construction  | Moteur + Nom | Norme Euro | Cylindrée | Performance     | Couple | Vitesse maxi | Consommation + CO2 |
| ------------------ | ------------- | ------------ | ---------- | --------- | --------------- | ------ | ------------ | ------------------ |
| Van Hool NewA308 E | 10/2013 - ... |              |            |           | 160 kW (217 ch) |        |              |                    |

La version électrique est différentiable de la version diesel grâce à sa hauteur et son rangement d'appareils électriques sur la partie arrière son toit.

### Options et accessoires

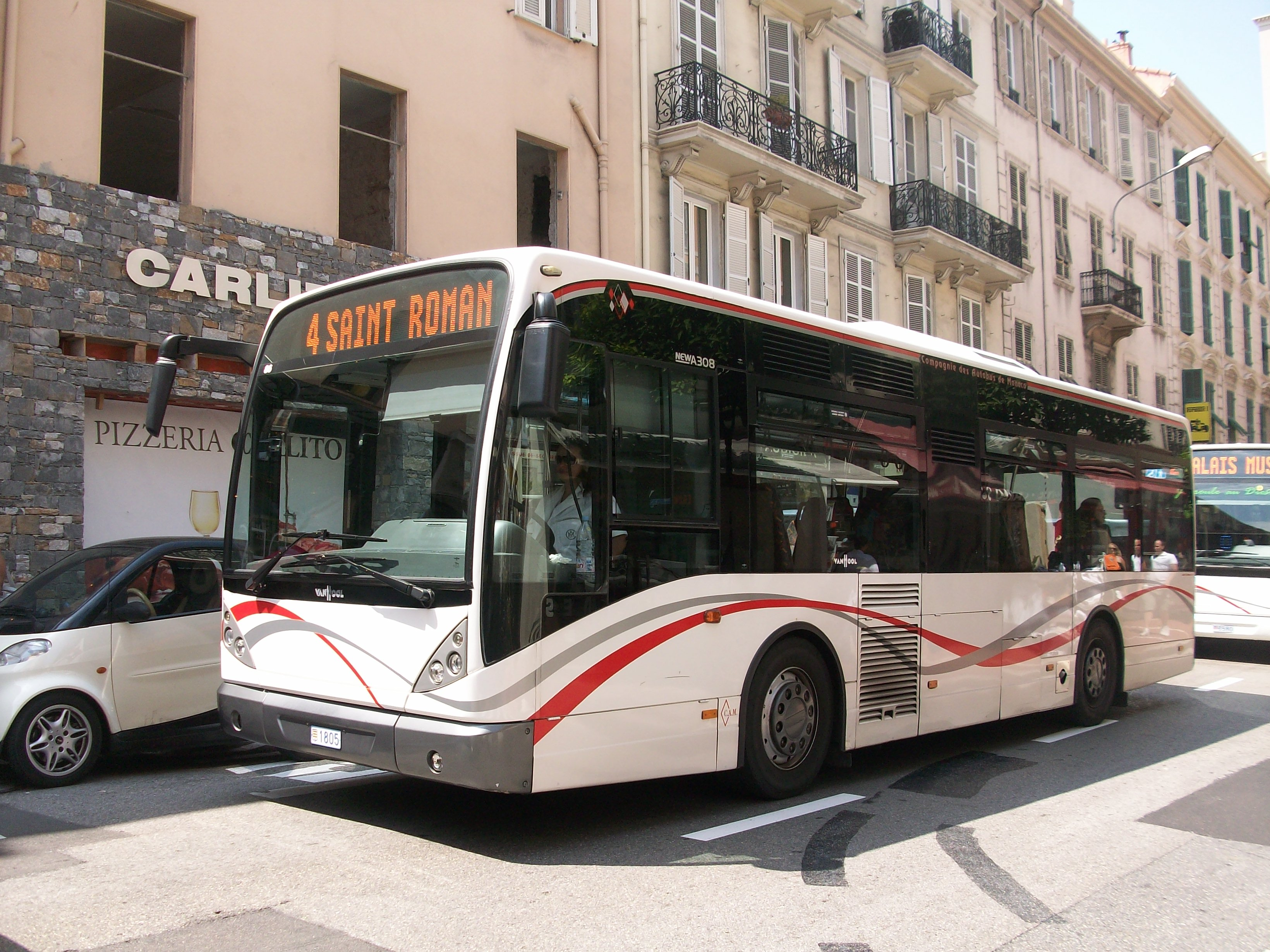
NewA308 du réseau de Monaco.

Une palette UFR peut être commandée en option pour la porte arrière uniquement.